# Nazionale Piloti
Nazionale Piloti är ett italienskt fotbollslag bestående av racer-, rally- och roadracingförare. Laget grundades 1981 och samlar in pengar till välgörenhet. De spelar inte i någon speciell liga, utan möter lag som oftast består av andra idrottare, för det mesta racerförare och fotbollsspelare som avslutat sina aktiva karriärer. Deras matcher brukar direktsändas i italiensk TV, och ibland även i andra länder.

## Historia
År 1979 fick Mario di Natale en idé att skapa ett fotbollslag för racerförare. Detta förverkligades 1981, när den italienska Formel 1-föraren Riccardo Patrese stödde honom. Många kända förare har spelat för laget genom åren, bland annat Vittorio Brambilla, Andrea Montermini, Ayrton Senna, Andrea de Cesaris, Alessandro Nannini, Gianni Morbidelli, Jean Alesi, Elio de Angelis och Emanuele Naspetti. Pengarna som de tjänar, går till välgörenhet. Under tjugo år hade de samlat ihop närmare 125 miljoner svenska kronor till fattiga människor och forskning.

## Spelare

### Aktuell trupp
Senast uppdaterad den 16 augusti 2012.
| Nr | Land           | Pos | Namn                  |
| -- | -------------- | --- | --------------------- |
| 1  | Tyskland       | ?   | Sebastian Vettel      |
| 2  | Italien        | F   | Ivan Capelli          |
| 3  | Italien        | MF  | Max Biaggi            |
| 4  | Italien        | F   | Andrea Dovizioso      |
| 5  | Spanien        | A   | Fernando Alonso       |
| 6  | Brasilien      | A   | Felipe Massa          |
| 7  | Tyskland       | MF  | Michael Schumacher    |
| 8  | Italien        | MF  | Riccardo Patrese      |
| 8  | Tyskland       | ?   | Nico Rosberg          |
| 9  | Italien        | A   | Giancarlo Fisichella  |
| 10 | Ryssland       | ?   | Vitalij Petrov        |
| 12 | Venezuela      | ?   | Pastor Maldonado      |
| 13 | Italien        | A   | Giorgio Pantano       |
| 14 | Italien        | F   | Matteo di Montezemolo |
| 15 | Italien        | MF  | Roberto Locatelli     |
| 15 | Storbritannien | ?   | Paul di Resta         |
| 16 | Tyskland       | MF  | Maro Engel            |
| 17 | Italien        | MF  | Emanuele Pirro        |
| 17 | Spanien        | ?   | Dani Clos             |
| 17 | Mexiko         | ?   | Sergio Pérez          |
| 18 | Italien        | MF  | Paolo Ligresi         |
| 19 | Spanien        | ?   | Jaime Alguersuari     |
| 20 | Italien        | A   | Daniele Massaro*      |
| 21 | Italien        | MF  | Jarno Trulli          |
| 21 | Danmark        | MF  | Tom Kristensen        |
| 23 | Italien        | MF  | Vitantonio Liuzzi     |
| 23 | Venezuela      | ?   | Johnny Cecotto jr.    |
| 25 | Frankrike      | ?   | Jules Bianchi         |
| 25 | Belgien        | ?   | Jérôme d'Ambrosio     |
| 26 | San Marino     | MF  | Christian Montanari   |
| 27 | Italien        | ?   | Davide Valsecchi      |
| 28 | Brasilien      | MF  | Augusto Farfus        |
| 29 | Angola         | ?   | Ricardo Teixeira      |
| 30 | Italien        | F   | Luca Badoer           |
| 30 | Italien        | MF  | Gabriele Tarquini     |
| 32 | Italien        | MF  | Fabrizio Lai          |
| 33 | Italien        | MF  | Luca Filippi          |
| 38 | Italien        | F   | Giovanni Gulinelli    |

| Nr  | Land           | Pos | Namn                   |
| --- | -------------- | --- | ---------------------- |
| 39  | Italien        | A   | Giovanni Anapoli       |
| 40  | Italien        | MF  | Kristian Ghedina       |
| 41  | Turkiet        | ?   | Jason Tahincioğlu      |
| 45  | Brasilien      | ?   | Lucas di Grassi        |
| 49  | Storbritannien | ?   | Sam Bird               |
| 50  | Italien        | MF  | Ezio Gianola           |
| 50  | Brasilien      | ?   | Alberto Valerio        |
| 54  | San Marino     | F   | Manuel Poggiali        |
| 60  | Ungern         | F   | Zsolt Baumgartner      |
| 70  | Italien        | ?   | Sandro Cois*           |
| 75  | Italien        | ?   | Mattia Pasini          |
| 80  | Italien        | ?   | Alan Guimaraes         |
| 84  | Italien        | ?   | Michel Fabrizio        |
| 85  | Brasilien      | ?   | César Ramos            |
| 86  | Italien        | ?   | Raffaele Marciello     |
| 87  | Frankrike      | ?   | Brandon Maïsano        |
| 88  | Tyskland       | ?   | Mike Rockenfeller      |
| 90  | Australien     | ?   | Daniel Ricciardo       |
| 100 | Italien        | MV  | Matteo Munari          |
| ?   | Italien        | F   | Pierfrancesco Chili    |
| ?   | Tyskland       | ?   | Nico Hülkenberg        |
| ?   | Monaco         | ?   | Stefano Coletti        |
| ?   | Frankrike      | ?   | Norman Nato            |
| ?   | Italien        | ?   | Edouard Cheever        |
| ?   | Schweiz        | ?   | Fabio Leimer           |
| ?   | Venezuela      | ?   | Julián Leal            |
| ?   | Italien        | ?   | Kevin Ceccon           |
| ?   | Frankrike      | ?   | Sébastien Bourdais     |
| ?   | Italien        | ?   | David Fumanelli        |
| ?   | Italien        | ?   | Vittorio Ghirelli      |
| ?   | Monaco         | ?   | Stéphane Richelmi      |
| ?   | Ryssland       | ?   | Daniil Move            |
| ?   | Italien        | ?   | Marco Bonanomi         |
| ?   | Frankrike      | ?   | Nathanaël Berthon      |
| ?   | Kanada         | ?   | Gianmarco Raimondo     |
| ?   | Portugal       | ?   | António Félix da Costa |
| ?   | Storbritannien | ?   | James Calado           |

* Massaro och Cois har inte varit racerförare, utan tidigare fotbollsspelare.